# Le Verdier

Le Verdier este o comună în departamentul Tarn din sudul Franței. În 2009 avea o populație de 235 de locuitori.

## Evoluția populației
| An        | 1975 | 1982 | 1990 | 1999 | 2006 | 2009 |
| --------- | ---- | ---- | ---- | ---- | ---- | ---- |
| Populație | 249  | 238  | 211  | 213  | 224  | 235  |